# Сетовский сельсовет (Курганская область)
Сетовский сельсовет — упразднённые административно-территориальная единица и муниципальное образование со статусом сельского поселения в составе Целинного района Курганской области.
Административный центр — село Сетово.
Законом Курганской области от 29.06.2021 № 73 к 9 июля 2021 года сельсовет упразднён в связи с преобразованием муниципального района в муниципальный округ.

## История
В соответствии с Законом Курганской области от 6 июля 2004 года № 419 сельсовет наделён статусом сельского поселения.

## Население
| 1989 | 2002 | 2004 | 2010 | 2012 | 2013 | 2014 |
| ---- | ---- | ---- | ---- | ---- | ---- | ---- |
| 1104 | ↘538 | ↘468 | ↘312 | ↘298 | ↘288 | ↘271 |
| 2015 | 2016 | 2017 | 2018 | 2019 | 2020 |      |
| ↘262 | ↘236 | ↘217 | ↘204 | ↘196 | ↘186 |      |

## Состав сельского поселения
| № | Населённый пункт | Тип населённого пункта       | Население |
| - | ---------------- | ---------------------------- | --------- |
| 1 | Сетово           | село, административный центр | ↘186      |